# Antoni Desbrull i Boïl d'Arenós
Antoni Desbrull i Boïl d'Arenós (Ciutat de Mallorca, 1745-1827) va ser un polític i científic.
Marquès de Vilafranca de Santmartí, fins que el 1820 es canvià aquesta denominació per la de Casa Desbrull. Cavaller de l'orde militar de Sant Joan de Jerusalem i de la Reial Mestrança de València. Militar, fou tinent i oficial del cos de Milícies Provincials. Intervengué a la guerra d'Alger. Fou el secretari del darrer Gran Mestre de l'Orde de Sant Joan de Malta. Fou un dels fundadors de la Societat Econòmica Mallorquina d'Amics del País (1778).
Els fets de 1808 precipitaren la seva intervenció política. Fou membre de la Junta Suprema del Regne de Mallorca. Fou cap polític de la província de Mallorca (1812-1814) a conseqüència de la nova estructura política de l'estat en proclamar-se la Constitució el 19 de març. Fou batle constitucional de Palma (1814). De tarannà moderat, Ferrer Flórez el qualifica de reformista moderat, no va compartir l'actitud de liberals com Isidoro de Antillón i Miguel de Victorica.
Va promoure una escola de matemàtiques i exercí de professor al Col·legi d'Artilleria de Mallorca (1812-1814). Reuní una selecta biblioteca i deixà escrits d'art, d'agricultura i de matemàtiques, com la Oración pronunciada en l'obertura de la escuela de matemáticas de esta ciudad (1779).

## Obres
- Diario de la Expedición contra Argel con algunas reflexiones (1775).
- Recopilación histórica de la revolución de Malta y últimos sucesos desgraciadors de la Religión de San Juan (1798).
- Oración que en la abertura de la Escuela de Matemáticas de esta ciudad en el día 14 de enero de 1779 presntó el seños Don Antonio Desbrull, Font de la Roqueta, Boil de Arenós y Sureda (1779).
- Memoria sobre la formación de viveros y plantas comunes de donde se dén a los vezinos de cada pueblo gratuitamente los que necesitasen para sus haciendas.
- Derechos de las Naciones con respecto a Constitución y Govierno.[2]